# Tka8
Tka8 är beteckningen på en serie motortrallor ägda av VR och använda av banunderhållsentreprenören VR-Rata Ab. Tka8-motortrallorna blev ombyggda under åren 2000–2003 från Tve4-seriens lokomotorer. Ombyggnationen sköttes av VR:s verkstäder i Pieksämäki och Kuopio. Tka8:orna är numrerade 561–585.
Tka8:orna är försedda med lyftanordning och automatisk tågkontroll (JKV).